# 44P/Reinmuth
La Cometa Reinmuth 2, formalmente indicata 44/Reinmuth, è una cometa periodica del Sistema solare, appartenente alla famiglia delle comete gioviane. La cometa è stata scoperta come un oggetto della tredicesima magnitudine dall'astronomo tedesco Karl Wilhelm Reinmuth il 10 settembre 1947, dall'Osservatorio di Heidelberg, in Germania.
Nel periodo compreso tra l'anno della sua scoperta ed il 2003, la cometa si è mantenuta piuttosto debole non superando magnitudine 17,5. Solo nel 1947 sono stati registrati valori maggiori, quando la cometa è transitata a 0,89 UA dalla Terra, in uno dei suoi passaggi più prossimi al nostro pianeta. L'orbita seguita dalla cometa è stata caratterizzata da una distanza perielica di circa 1,9 UA, che ha determinato l'intrinseca debolezza dell'oggetto, e da un'eccentricità moderata. Le due cose hanno inoltre permesso che la cometa fosse seguita per un lungo intervallo temporale ad ogni apparizione.
Una serie di passaggi ravvicinati con Giove muteranno l'orbita percorsa dalla cometa. Il primo di essi è avvenuto nel luglio del 2003 a 0,74 UA da Giove ed ha determinato un incremento nella distanza perielica. Sono previsti altri due incontri ancora più stretti, nel 2039 a 0,52 UA e nel 2063 a 0,44 UA. L'azione gravitazionale di Giove sposterà infine la cometa su un'orbita caratterizzata da una distanza perielica di 2,66 UA e da un periodo di 8,09 anni.